# Eleccions legislatives d'Israel de 1996
Les eleccions legislatives d'Israel de 1996 se celebraren el 29 de maig de 1996 per a renovar els 120 membres de la Kenésset. Tot i que el partit més votat fou el Partit Laborista, Binyamín Netanyahu guanyà les eleccions a Primer Ministre d'Israel. Es formà un govern de coalició dirigit pel Likkud amb el Partit Nacional Religiós, Judaisme Unit de la Torà i Israel ba-Aliyà. Aquest resultat provocà un alentiment del procés de pau amb els palestins iniciat amb els acords d'Oslo.

## Antecedents
Després de l'assassinat del Primer Ministre d'Israel Yitshaq Rabín al final d'una manifestació en suport dels Acords d'Oslo, el successor temporal de Rabín, Ximon Peres, va decidir convocar eleccions anticipades per tal de donar al govern un mandat per avançar en el procés de pau. Els mesos previs a les eleccions legislatives israelianes de 1996 es van veure marcats per una sèrie d'atacs terroristes de Hamàs a Israel. Després que el Shin Bet assassinés el líder militar de Hamàs, Yahya Ayyash, el 5 de gener de 1996, Mohammed Deif, ara comandant de les brigades Izz ad-Din al-Qassam, va organitzar una campanya de bombardejos dins d'Israel com a represàlia, incloent-hi els atemptats suïcides del Centre Dizengoff i els atemptats amb bomba a l'autobús de la carretera de Jaffa.
Després de mesos de negociacions el Likkud va bastir una coalició amb Guéixer i Tsómet.

## Resultats
|  | Partit Laborista Israelià                | 818.741   | 26,8% | 34  | -10 |
|  | Likkud-Guéixer-Tsómet                    | 767.401   | 25,1% | 32  | -8  |
|  | Xas                                      | 259.796   | 8,5%  | 10  | +4  |
|  | Partit Nacional Religiós                 | 240.271   | 7,8%  | 9   | +3  |
|  | Nou Moviment - Mérets                    | 226.275   | 7,4%  | 9   | -3  |
|  | Israel ba-Aliyà                          | 174.994   | 5,7%  | 7   | Nou |
|  | Hadaix-Balad                             | 129.455   | 4,2%  | 5   | +2  |
|  | Judaisme Unit de la Torà                 | 98.657    | 3,2%  | 4   | =   |
|  | Tercera Via                              | 96.474    | 3,1%  | 4   | Nou |
|  | Llista Àrab Unida-Partit Àrab Democràtic | 89.514    | 2,9%  | 4   | +2  |
|  | Molédet                                  | 72.002    | 2,4%  | 2   | -1  |
|  | Unió per la Pau i la Immigració          | 22.741    | 0,7%  | 0   | -   |
|  | Guil                                     | 14.935    | 0,5%  | 0   |     |
|  | Confederació Progressista                | 13.983    | 0,5%  | 0   | -   |
|  | Télem Emunà                              | 12.737    | 0,4%  | 0   | -   |
|  | Kóah ha-Késsef                           | 5.533     | 0,2%  | 0   | -   |
|  | Yamín Israel                             | 2.845     | 0,1%  | 0   | -   |
|  | Total (participació 79,3%)               | 3.051.592 | 100%  | 120 | -   |

## Conseqüències
Netanyahu esdevé Primer Ministre d'Israel formant govern de coalició de Likkud, Guéixer i Tsómet amb  Xas, el Partit Nacional Religiós, Israel ba-Aliyà, el Judaisme Unit de la Torà i la Tercera Via al govern, amb la coalició que ocupava 66 dels 120 escons a la Knesset. El govern també va rebre el suport, però no s'hi va unir, dels dos escons de Molédet.